# Bogata (Texas)

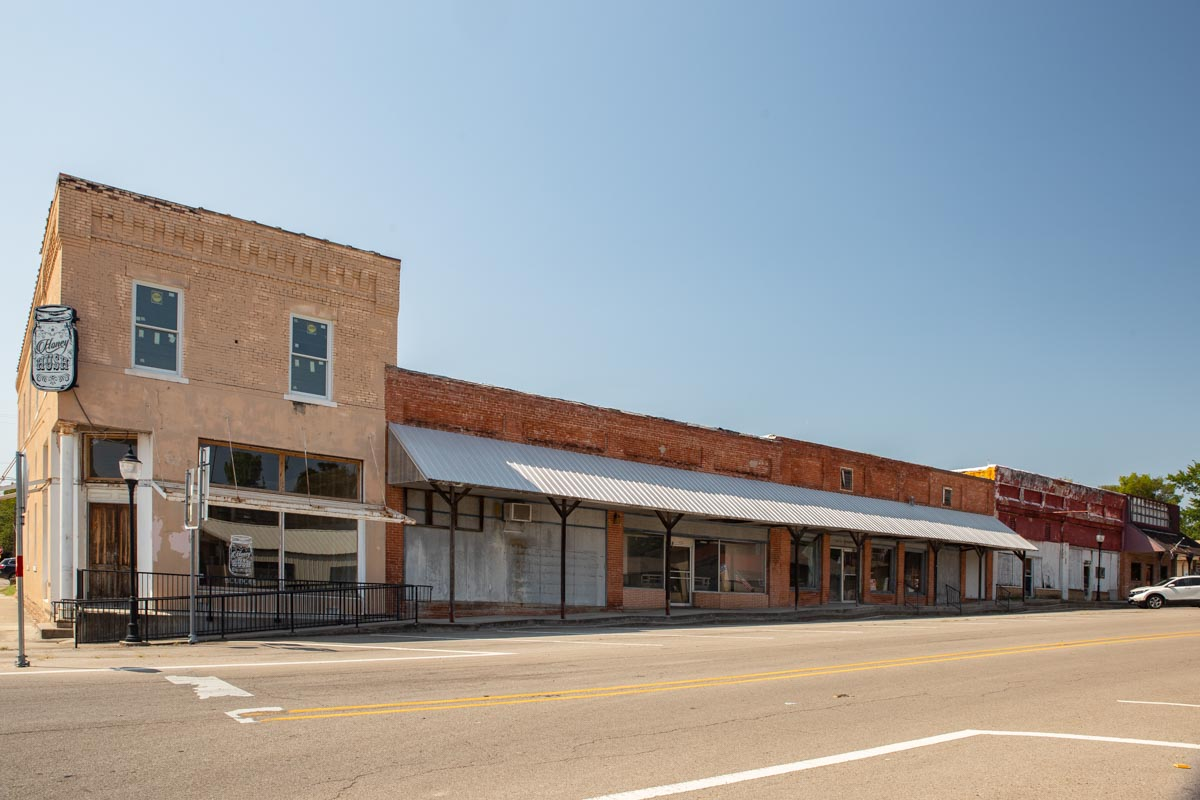
Centre-ville de Bogata

Pour les articles homonymes, voir Bogota (homonymie).
La ville de Bogata est située dans le comté de Red River, dans l’État du Texas, aux États-Unis. Sa population s’élevait à 1 153 habitants lors du recensement de 2010.

## Source
- (en) Cet article est partiellement ou en totalité issu de l’article de Wikipédia en anglais intitulé « Bogata, Texas » (voir la liste des auteurs).